# Limnoria cristata
Limnoria cristata är en kräftdjursart som beskrevs av Isabel Clifton Cookson och Cragg 1991. Limnoria cristata ingår i släktet Limnoria och familjen borrgråsuggor. Inga underarter finns listade i Catalogue of Life.